# Toulon Métropole Var Handball
Actualités
Dernière mise à jour : 11 juin 2025.
Le Toulon Métropole Var Handball (abrégé TMV) est un club féminin de handball basé à Toulon en France et fondé en 2005. Le club évolue depuis la saison 2008 en Championnat de France féminin de handball de 1re division qu'elle a remporté en 2010. Le palmarès du club comporte également deux Coupes de France remportées en 2011 et 2012.

## Historique
Toulon Saint-Cyr Var Handball est créé à l'été 2005 à la suite de l'entente entre le Toulon Var Handball, évoluant en championnat de France, et HOC Saint-Cyr-sur-Mer, champion de Division 2 en 2005. L'entente ne comprend cette année-là que 2 équipes : le secteur Elite Division 1 et la Nationale 2. L'équipe finit à l'avant-dernière place et est ainsi reléguée en Division 2 où elle terminera à la cinquième place du Championnat de France la saison suivante. À l'été 2007, les 2 clubs passent d'une entente à une fusion totale pour ne former plus qu'un seul club. Cette saison-là, sacrée vice-championne de France D2, elle remonte parmi l'élite. La saison 2008-2009 est difficile, mais le club arrive à se maintenir lors de l'ultime journée en terminant dixième au terme du Championnat.
En 2010, l'équipe féminine termine la saison régulière à la cinquième place, lui permettant d'accéder aux playoffs. Contre toute attente elle remporte la demi-finale face à Metz, champion en titre. Pour sa toute première finale du championnat de France, elle l'emporte face au Havre. Fin 2010, elle dispute ainsi pour la première fois de son histoire la Ligue des champions tombant dans la poule la plus difficile avec les clubs norvégien de Larvik HK, danois de Randers HK et roumain de Oltchim Râmnicu Vâlcea. Terminant troisième de cette poule, l'équipe est toutefois reversée en coupe des coupes. Elle s'incline cependant en quart de finale contre les hongroise du FTC Budapest. Cette même saison 2010-2011, l'équipe finit à la troisième place du championnat de France et remporte pour la première fois de son histoire la Coupe de France. Performance réitérée en 2012, la Coupe de France prend le chemin de Toulon pour la deuxième année consécutive.
La saison 2024-2025 de Toulon Métropole Var Handball est marquée par une demi-finales en Coupe de France et surtout par le limogeage en avril de l'entraîneur Joël da Silva alors que le club est dernier du championnat après quatre défaites consécutives. Son adjoint Rémi Faugères, qui devait lui succéder à l'été, reprend alors les rênes de l'équipe qui remporte cinq victoires lors des sept dernières journées et obtient ainsi de justesse son maintien dans l'élite.

## Palmarès
| Championnats nationaux | Coupes nationales | Compétitions internationales                                        |
| --- | --- | ------------------------------------------------------------------- |
| - Championnat de France (1) - Champion de France : 2010 - 3e du championnat de France : 2011 - Championnat de France de Division 2 - 2e du championnat de France : 2008 | - Coupe de France (2) - Vainqueur en 2011, 2012 - Finaliste en 2016, 2018 - Coupe de la Ligue - Demi-finaliste en 2010, 2011 et 2014 | - Coupe d'Europe des vainqueurs de coupe - Quart de finaliste: 2011 |

## Bilan saison par saison
| Saison                        | Division            | Rang                | Coupe de France        | Coupe de la Ligue   | Europe*                                  |
| Toulon Var Handball           | Toulon Var Handball | Toulon Var Handball | Toulon Var Handball    | Toulon Var Handball | Toulon Var Handball                      |
| ----------------------------- | ------------------- | ------------------- | ---------------------- | ------------------- | ---------------------------------------- |
| 1997-1998                     | Div. 2              | 3e                  | ?                      | pas de compétition  | Non qualifié                             |
| 1998-1999                     | Div. 2              | 2e                  | ?                      | pas de compétition  | Non qualifié                             |
| 1999-2000                     | Div. 1              | 8e                  | Pas de Coupe de France | pas de compétition  | Non qualifié                             |
| 2000-2001                     | Div. 1              | 8e                  | Phase de poule         | pas de compétition  | Non qualifié                             |
| 2001-2002                     | Div. 1              | 4e                  | 1/4 de finale          | pas de compétition  | Non qualifié                             |
| 2002-2003                     | Div. 1              | 10e                 | ?                      | Non qualifiée       | Non qualifié                             |
| 2003-2004                     | Div. 1              | 6e                  | Pas de Coupe de France | 4e                  | Non qualifié                             |
| 2004-2005                     | Div. 1              | 10e                 | 1/8 de finale          | Non qualifiée       | Non qualifié                             |
| Entente Toulon/Saint-Cyr      |                     |                     |                        |                     |                                          |
| 2005-2006                     | Div. 1              | 11e                 | 1/8 de finale          | Non qualifié        | Non qualifié                             |
| 2006-2007                     | Div. 2              | 5e                  | 1/16 de finale         | Non qualifié        | Non qualifié                             |
| Toulon Saint-Cyr Var Handball |                     |                     |                        |                     |                                          |
| 2007-2008                     | Div. 2              | 2e                  | Pas de Coupe de France | Non qualifiée       | -                                        |
| 2008-2009                     | Div. 1              | 10e                 | 1/8 de finale          | Non qualifiée       | -                                        |
| 2009-2010                     | Div. 1              | champion            | 1/8 de finale          | 1/2 finale          | -                                        |
| 2010-2011                     | Div. 1              | 3e                  | vainqueur              | 1/2 finale          | C1 : phase de groupes C2 : 1/4 de finale |
| 2011-2012                     | Div. 1              | 4e                  | vainqueur              | 1/4 de finale       | C2 : 3e tour                             |
| 2012-2013                     | Div. 1              | 8e                  | 1/2 finale             | 1/4 de finale       | C2 : 3e tour                             |
| 2013-2014                     | Div. 1              | 6e                  | 1/8 de finale          | 1/2 finale          | -                                        |
| 2014-2015                     | Div. 1              | 7e                  | 1/8 de finale          | 1/8 de finale       | -                                        |
| 2015-2016                     | Div. 1              | 7e                  | finaliste              | 1/8 de finale       | -                                        |
| 2016-2017                     | Div. 1              | 8e                  | 1/4 de finale          | pas de compétition  | -                                        |
| 2017-2018                     | Div. 1              | 9e                  | finaliste              | pas de compétition  | -                                        |
| 2018-2019                     | Div. 1              | 8e                  | 1/4 de finale          | pas de compétition  | -                                        |
| 2019-2020                     | Div. 1              | 10e                 | 1/8 de finale          | pas de compétition  | -                                        |
| 2020-2021                     | Div. 1              | 11e                 | 1/8 de finale          | pas de compétition  | -                                        |
| Toulon Métropole Var Handball |                     |                     |                        |                     |                                          |
| 2021-2022                     | Div. 1              | 11e                 | 1/4 de finale          | pas de compétition  | -                                        |
| 2022-2023                     | Div. 1              | 12e                 | 2e tour                | pas de compétition  | -                                        |
| 2023-2024                     | Div. 1              | 13e                 | Phase de poules        | pas de compétition  | -                                        |
| 2024-2025                     | Div. 1              | 11e                 | 1/2 de finale          | pas de compétition  | -                                        |
| 2025-2026                     | Div. 1              | à venir             | à venir                | pas de compétition  | -                                        |

 * Légende : C1 = Ligue des champions ; C2 = Coupe des Vainqueurs de Coupe.

## Personnalités liées au club

### Joueuses
Parmi les joueuse emblématiques du club, on trouve :
- Inès Audebert (-2011)
- Paula Bredou-Gondo (2008-2012)
- Carmen Bucur (-2008)
- Sabrina Ciavatti-Boukili (2014-2016)
- Siraba Dembélé (2009-2012)
- Audrey Deroin (2010-2014)
- Kristina Flognman (2010-2013)
- Hanna Fogelström (2014-2017)
- Laurence Germany (2012-2013)
- Alissa Gomis (2009-2011)
- Marie-Paule Gnabouyou (2008-2015)
- Julie Goiorani (2012-2014)
- Therese Islas Helgesson (2010-2013)
- Sophie Herbrecht (2012-2014)
- Givka Hristova (-2010)
- Stéphanie Lambert (2001-2006)
- Manon Le Bihan (2009-2011)
- Hela Msaad
- Christianne Mwasesa (2009-2014)
- Astride N'Gouan (2014-2016)
- Stéphanie Ntsama Akoa (2013-2015)
- Jacqueline Oliveira Santana (2009-2015)
- Silvia Pinheiro Araujo
- Mădălina Simule (2003-2004)
- Stine Svangård (2011-2012)
- Adina Tuvene (2008-2013)
- Pearl van der Wissel (2009-2010)
- Sanne van Olphen (2014-2017)
- Marion Vialatte (-2009)
- Angelica Wallén (2015-2016)

### Entraîneurs
La liste des entraîneurs du club est :
- Dominique Deschamps : de 2005 à 2006
- Gilles Baron : de 2006 à 2007
- Yann Joannel : de 2007 à 2009
- Thierry Vincent : de 2009 à novembre 2017
- Sandor Rac : de novembre 2017 à 2020
- Laurent Puigségur : de 2020[9] à février 2021
- Stéphane Plantin : de février 2021[10] à juin 2023
- Joël da Silva : de juillet 2023[11] à avril 2025[6]
- Rémi Faugères : depuis avril 2025[6]

## Équipementiers
| Période                                           | Equipementier | Réf    |
| ------------------------------------------------- | ------------- | ------ |
| ? (minimum 2007) - 2010 (fin de saison 2009/2010) | Kempa         | ,      |
| 2010 (début de saison 2010/2011) - 2015           | Hummel        | [ 14 ] |
| 2015/07 - 2021                                    | Kappa         | ,      |
| 2021/07 - 2024                                    | Hummel        | ,      |

## Galerie

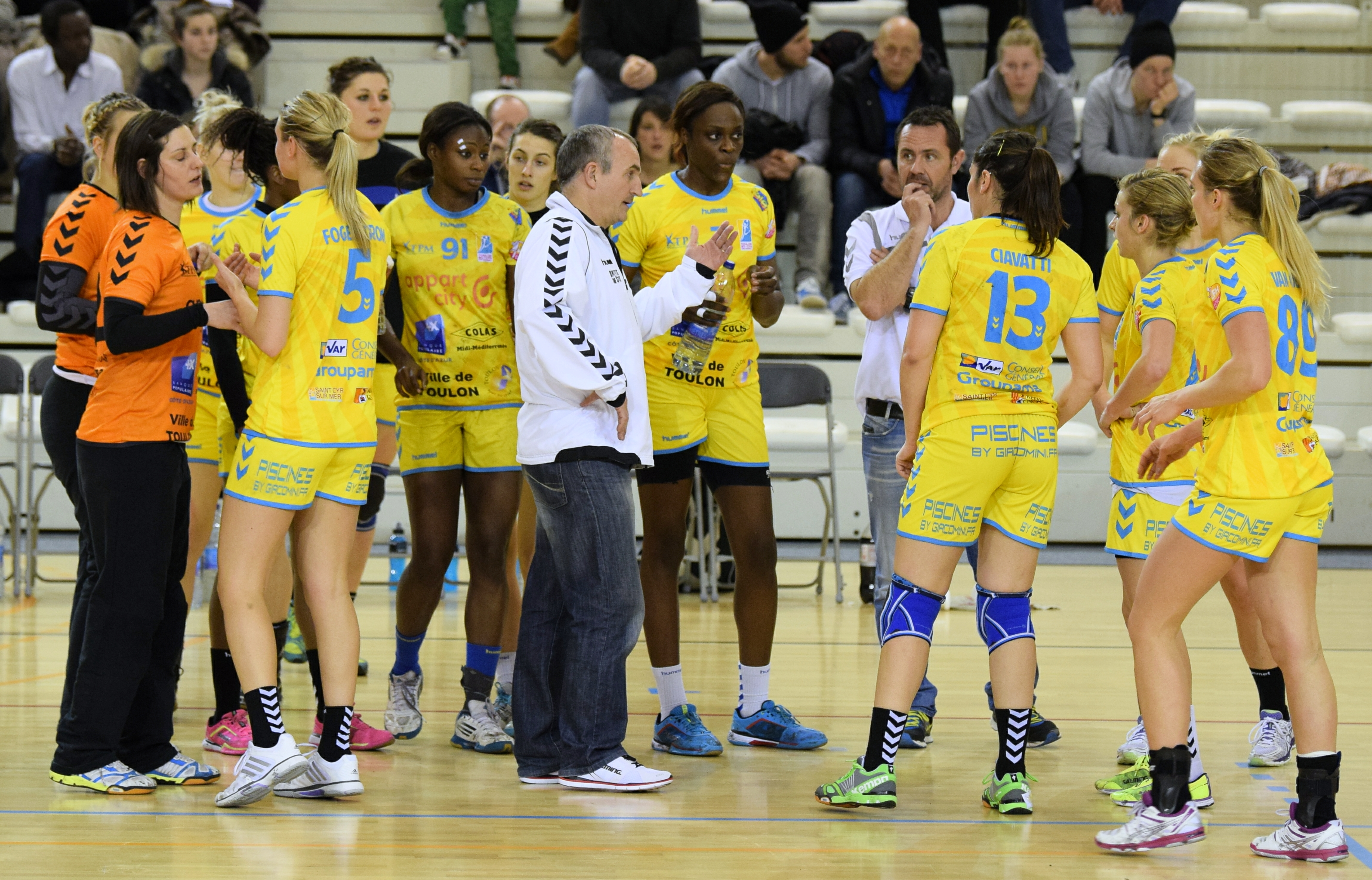
Thierry Vincent et ses joueuses, le 25 janv. 2015.
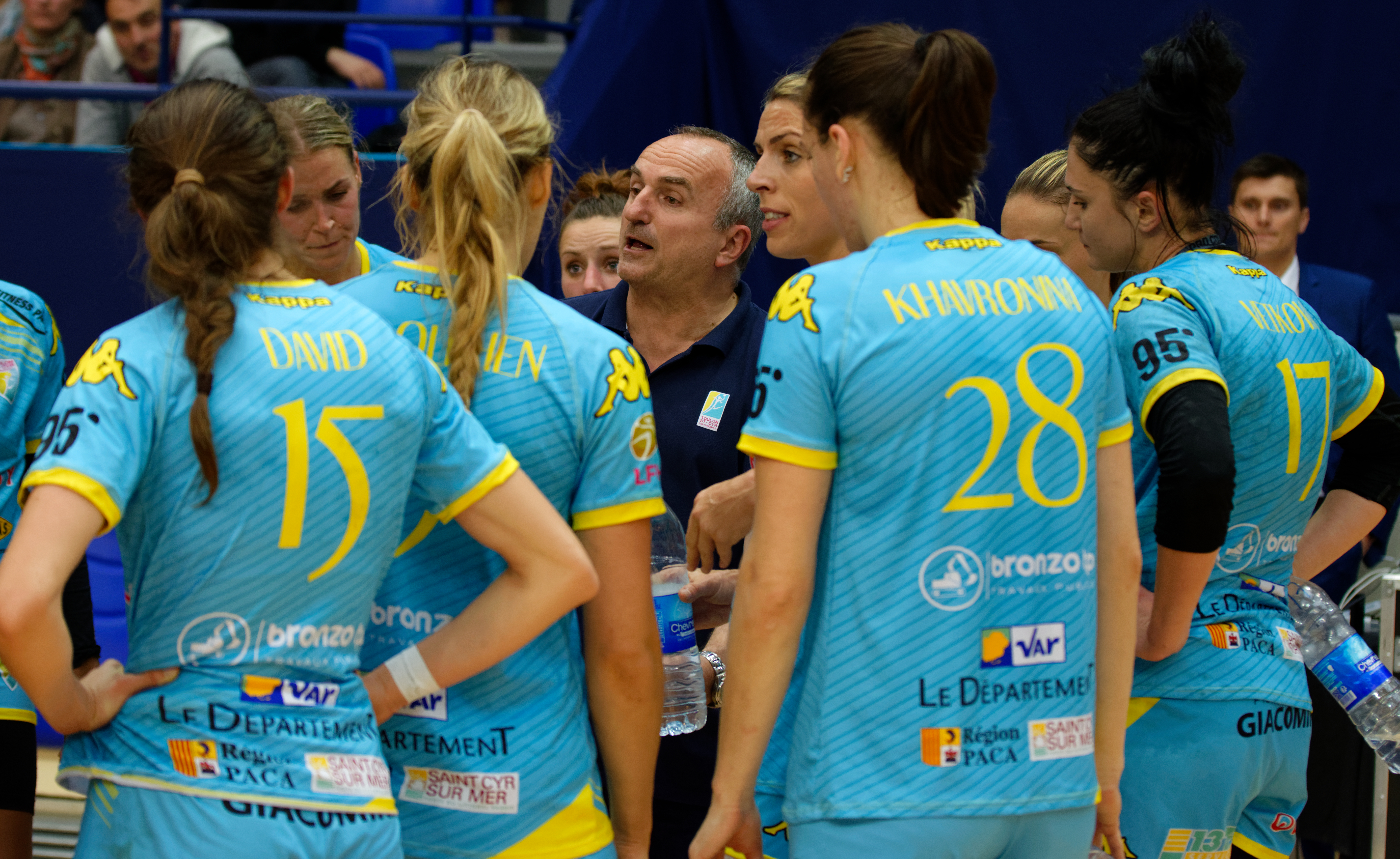
Thierry Vincent et ses joueuses, le 7 mai 2017.
Logo du club (2016-2021)
Logo actuel du club